# Национална асоциация за изследване и терапия на хомосексуалността
Националната асоциация за изследване и терапия на хомосексуалността (НАИТХ) (The National Association for Research and Therapy of Homosexuality, NARTH) е организация в САЩ, предлагаща репаративна терапия, която претендира да променя сексуалната ориентация на пациенти, които изпитват нежелано от тях привличане към хора от същия пол. Лидерите на организацията я описват като „професионална, научна организация, предлагаща надежда на тези, които се борят с нежелана хомосексуалност“. НАИТХ е основана през 1992 г. от Чарлс Сокаридис, Бенджамин Кауфман и Джоузеф Николози. Централата на НАИТХ се намира в кв. Енсино, Лос Анджелис, Калифорния, в клиниката на д-р Николози, „Тома Аквински“. Настоящият президент на организацията е Джули Хамилтън. Членовете на НАИТХ не са в съгласие с консенсусното мнение на научното мнозинство и позициите на най-големите национални сдружения на специалисти по психология и психично здраве в света, че хомосексуалността не е психично разстройство.
Водещи здравни организациии в САЩ смятат, че ако не безполезна, то репаративната терапия може да бъде и вредна. НАИТХ не споделя този възглед.

## Създаване
През 60-те и 70-те години на 20 век някои клонове на хомофилските организации стават особено активни. Това са първите форми на бъдещите ЛГБТ движения за равни права и социална дестигматизация. Публикуването на докладите на Кинси, изследванията на Ивлин Хукър и събитията в „Стоунуол“ са най-ярките събития през 50-те и 60-те години, дали тласък на бъдещото специално внимание, което научната общност ще отдели на хомосексуалността. На годишната среща на Американската асоциация по психиатрия (ААП) през 1970 г. присъстващи в залата гей активисти прекъсват изявлението на психоаналитикът Ървинг Бибър за хомосексуалността и го атакуват с обиди и освирквания пред присъстващата научна общност. Симпатизиращи на тези движения психиатри и психолози предлагат започването на сериозна научна дискусия по въпроса, която веднъж завинаги да реши този проблем. Назначен е научен комитет по чиято препоръка на 14 декември 1973 г. ААП снема хомосексуалността от третото издание на Ръководството по диагностика и класификация на психичните разстройства (DSM-III). Това решение се посреща със силно неодобрение от малка група психоаналитици, начело с д-р Чарлс Сокаридис. За пръв път в историята си Американската асоциация по психиатрия е принудена да вземе решение по научен въпрос чрез плебисцит – факт, поради който по-късно НАИТХ изказва становището, че депатологизацията на хомосексуалността е политическо, не научно решение. В резултат на плебисцита през пролетта на 1974 г. хомосексуалността е елиминирана от DSM-III. Сокаридис и привържениците му изискват разследване на референдума. Назначената специална комисия потвърждава резултатите.
Решението на ААП е последвано през 1992 г. от Светованата здравна организация, която премахва хомосексуалността от системата Международна класификация на болестите (МКБ). Това дава окончателен повод на Сокаридис и съмишлениците му да се обединят в научна общност, която да докаже грешката на решението на ААП. Така Националната асоциация за изследване и терапия на хомосексуалността е основана още през декември същата 1992 г. от Чарлс Сокаридис, Бенджамин Кауфман и Джоузеф Николози. Броят на членовете при основаването на организацията е едва 25.
Д-р Бенджамин Кауфман отбелядзва, че Сокаридис и Николози основават НАИТХ, защото ААП и подобните ѝ професионални организации „напълно потъпкаха научните методики за събиране на доказателства, необходими за вземането на решение [за разбиране природата на хомосексуалността]“. НАИТХ твърди, че е станало „политически некоректно“ дори да се предлага диалог за нормалността на хомосексуалността. Коуфман заявява още, че заедно с колегите си основават НАИТХ в отговор на „цензурирането на политически непопулярните позиции“. Според НАИТХ днес съществува силна пропаганда в областта на правото и образованието, целяща приемането на хомосексуалността.

## Критици
Актуалните някога теории за терапевтични методи за промяна на сексуалната ориентация вече не намират подкрепа от повечето професионални психиатрични организации, като Американската асоциация по психиатрия, Американската асоциация по психология, Американската асоциация на психотерапевтите, Американската национална асоциация на училищните психолози и Американската национална асоциация на социалните работници. Други здравни организации също осъждат т.нар. репаративна терапия, включително Американската академия по педиатрия и Американската асоциация за училищно здраве. Професионални организации на преподаватели също прибавят гласа си срещу практиката на тази терапия, като Американската федерация на учителите, Американската национална образователна асоциация и Американската национална асоциация на училищните директори.
Кампания за правата на човека, една от най-големите организации за равни социални права на хомосексуалните, публикува през 1999 г. изявление за пресата, в което се казва, че президентът на НАИТХ, Чарлс Сокаридис

„си навлече неприятности с Американската психоаналитична асоциация (АПсаА), чийто член е. Според писмо от д-р Ралф Равтън от АПсаА, Сокаридис е представил погрешно позиция на АПсаА в публикуван материал и в писмена клетвена декларация. Той се е опитал да представи позицията на организацията за хомосексуалността като съвпадаща с личните му възгледи. Сокаридис е цитирал документ на АПсаА, написан през 1968 г., който съвпада с неговото гледище и който той е нарекъл „официалната позиция“ на АПсаА, игнорирайки ревизираното становище на организацията от 1990 г., което е в драстични противоречия с вижданията му. Изпълнителния комитет на АПсаА инструктира адвоката на организацията да напише писмо до Сокаридис с молба да преустанови тази си злоупотреба и с предупреждение за вземане на нужните правни мерки, ако тази практика не бъде преустановена. В добавка ежемесечния бюлетин на АПсаА реши да прекрати публикуването на реклами на срещите на НАИТХ, предвид че организацията не следва политиката на АПсаА за недискриминация и защото действията им са унизителни за нашите членове гейове и лесбийки, според Равтън.“

НАИТХ отговаря на подобни действия, с твърдението че професионалните психологически/психиатрични асоциации са се превърнали в нещо повече от изследователи на хомосексуалността: „Защитниците на гейовете създадоха лъжливи изследвания, а с други злоупотребиха, цитираха и категоризираха погрешно по политически причини. Тези научни доклади често са използвани в съдебната зала, за да носят победи на гей активизма.“
Членът на НАИТХ д-р Джефри Сантиноувър твърди, че данните използвани в изследванията представяни от АПА в делото Лоурънс срещу Тексас са измамни.
Някои именити специалисти също не са съгласни с някои от позициите на Американсакта асоциация по психиатрия, като бившия президент на организацията д-р Робърт Перлоф, който е член на ЛГБТ дивизията към ААП.